# غوتليب فيلهلم بيشوف
غوتليب فيلهلم بيشوف (بالألمانية: Gottlieb Wilhelm Bischoff) (و. 1797 – 1854 م) هو عالم نبات، وتربوي، وأستاذ جامعي من الإمبراطورية الرومانية المقدسة . ولد في باد دوركهايم .
وكان عضو في الأكاديمية الألمانية للعلوم ليوبولدينا .
توفي في هايدلبرغ ، عن عمر يناهز 57 عاماً.

## مناصب وهيئات
أدار جامعة هايدلبرغ.